# Augusto De Megni
Augusto De Megni (Perugia, 12 maggio 1980) è un personaggio televisivo italiano, vincitore, nel 2006, della sesta edizione del reality show Grande Fratello.
Già prima della partecipazione al programma, De Megni balzò agli onori della cronaca perché vittima, all'età di 10 anni, di un sequestro organizzato dall'Anonima sarda durato 110 giorni (dal 3 ottobre 1990 al 22 gennaio 1991).

## Biografia

### Il sequestro
Il rapimento era avvenuto la sera del 3 ottobre 1990 quando quattro banditi armati e con il volto coperto da passamontagna fecero irruzione nella villa del padre a Perugia. In casa c'erano soltanto Augusto e suo padre, Dino De Megni, che fu legato e imbavagliato, mentre il bambino venne portato via dai rapitori. Durante il sequestro la famiglia interruppe a tratti il silenzio stampa, voluto sin dal primo giorno, soltanto per lanciare appelli e messaggi ai rapitori. La richiesta dei sequestratori fu di 20 miliardi di lire (l'equivalente di circa 10 milioni di euro) e arrivò solo dopo 48 giorni dal sequestro. Durante il sequestro, il bambino fu tenuto nascosto in una grotta nella zona di Volterra.
Il riscatto non fu mai pagato perché la magistratura congelò tutti i beni della famiglia, molto nota a Perugia: il nonno, omonimo del bambino, negli anni Ottanta aveva anche fondato una banca ed era all'epoca esponente di rilievo della Massoneria (33º grado e Sovrano gran commendatore del Rito scozzese antico ed accettato). Il bambino fu liberato dai NOCS che fecero irruzione nel luogo del sequestro il 22 gennaio 1991. Sul luogo del sequestro vengono circondati e si arrendono dopo poco tempo i due cognati di Mamoiada, Antonio Staffa e Marcello Mele (fratello dell'ex latitante Annino); il primo, latitante da una decina di anni, fu descritto dal piccolo De Megni come il "bandito buono" che gli teneva compagnia,; il secondo, una sorta di latitante volontario e dalla vita spericolata, si era allontanato dalla Sardegna dopo essere riuscito a fuggire per miracolo ad alcuni agguati e dopo l'uccisione del fratello e di due suoi cognati.
Vengono arrestati anche Salvatore Delogu di Bitti e Francesco e Giovanni Goddi di Orune; vengono emessi mandati di arresto anche per i latitanti Sebastiano Murreddu e Giovanni Talanas anche loro di Orune. Al processo Mele e Delogu verranno condannati a 8 anni, Antonio Staffa a 20 anni, Giovanni Goddi e Giovanni Farina a 23 anni, e Francesco Goddi, Giovanni Talanas e Sebastiano Murreddu a 30 anni. Francesco Murreddu, fratello di Sebastiano e imputato a piede libero, fu invece assolto.

### La carriera sportiva
A soli 15 anni ha lasciato la casa di famiglia per andare a vivere da solo per giocare a calcio: ha militato nel ruolo di portiere in serie D con il Calcio Città di Castello, mentre nella stagione 1999-2000 era nella rosa del Genoa in serie B. Con la maglia dei grifoni è sceso in campo solo in un'amichevole precampionato. Successivamente ritorna al Calcio Città di Castello.

### Grande Fratello e impegni successivi
Già nel 2004 Augusto aveva fatto i provini per il Grande Fratello ma non era stato scelto.
Aveva poi espresso questo desiderio a Giovanni Minoli nel corso di una puntata del programma di Rai 3 La storia siamo noi andata in onda pochi giorni prima l'inizio della sesta edizione.
Nella prima puntata del programma il perugino si è giocato al televoto l'ingresso nella Casa con il sardo Danilo Martino Dettori vincendo la sfida.
Il giovane ha vinto poi la sesta edizione del programma restando 99 giorni nella Casa di Cinecittà e battendo in finale i compagni Fabiano Reffe e Filippo Bisciglia con il 38% dei voti.
Durante la stagione calcistica 2006/2007 prende poi parte al programma Controcampo Ultimo Minuto in veste di opinionista, al fianco del conduttore Sandro Piccinini e di Elisabetta Canalis.
Dalla stagione 2008 conduce Lunedì Gol, un programma con Ciccio Graziani, Fabrizio Ravanelli, Lorenzo Amoruso, David Pratelli, Andrea Scanzi e Claudio Pea.

## Vita privata
Suo padre Dino è stato direttore generale del Pisa (2005-2006) e del Perugia (2008-2009).
Dopo alcuni anni di anonimato, il nome di Augusto De Megni è tornato di nuovo alla ribalta nel marzo 2014, quando il padre Dino è stato arrestato dopo un'inchiesta della Procura distrettuale antimafia di Napoli in merito alla compravendita, poi non avvenuta, della casa di cura Ruesch, sita a Napoli. La richiesta della procura è stata poi archiviata e il padre Dino ha richiesto risarcimento per l'ingiusta detenzione.